# Napa River
Der Napa River ist ein 80 Kilometer langer Fluss, der im Nordwesten des Napa County in Kalifornien entspringt und durch die gleichnamige Stadt Napa in Richtung Pazifik fließt. 
Seine Mündung bildet die Mare Island Strait, ein Ästuar, welches in die San Pablo Bay übergeht.
Der Fluss entwässert ein Einzugsgebiet von ca. 1.120 km².

## Weblinks

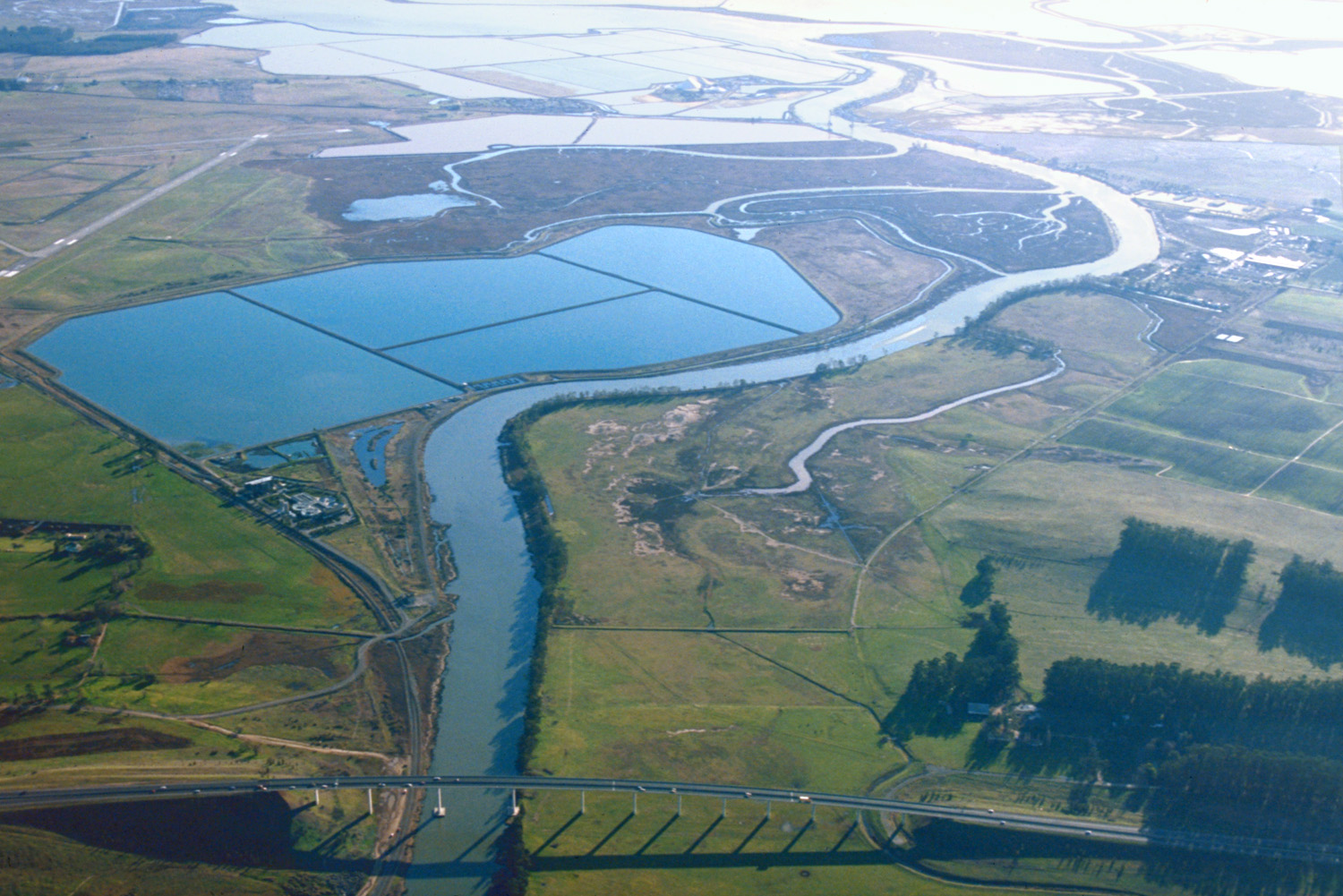
Luftaufnahme des Flusses, kurz vor der Mündung